# Коптево (Орловская область)
Коптево — село в Знаменском районе Орловской области. Является центром Коптевского сельского поселения.
Код ОКАТО 54220820001. Код ОКТМО 54620420101

## География
Протекает р. Калинка.
С запада — оз. Коптевское.
Уличная сеть
- улица Дружбы
- улица Заречная
- улица Мира
- улица Молодежная
- улица Центральная
- улица Юбилейная

## Население
| 2002 | 2010 |
| ---- | ---- |
| 193  | ↘172 |

## История
Деревня Коптева упоминается в 1678 году в составе Севского разряда в Карачевском уезде среди поместий Рословского стана.